# Hukkana
Hukkana (IḪu-uq-qa[-na-a]) hajasai király az i. e. 14. században I. Szuppiluliumasz kortársa volt, egyben Szuppiluliumasz húgának férje. Életéről elsődleges forrás a két uralkodó közti szerződés (CTH#42 és CTH#43).
I. Szuppiluliumasz a második, nagy szíriai hadjárata alkalmával ejtette útba Hajasát, és győzelme után a terület gyakorlatilag hettita tartomány lett. Hukkanát a KUB XVIII 2 III. 10f. számú hettita forrás nem szuverén uralkodóként említi. Ez esetben a LUGAL determinatívummal jelölték volna. Ehelyett a LÚ KUR URUazzi és a LÚ KUR URUḫayaša címek szerepelnek, ami szabad embert vagy királyi származású elöljárót (első embert) jelent és általában a kormányzók, helyi fejedelmek címeként jelenik meg.
A házassági szerződés hangsúlyos részét képezi, hogy Hukkanának a házasság után tilos volt korábbi feleségeivel érintkezni, sőt azokat el kellett bocsátania. Hukkana élete további részében hűséges szövetségese volt Hattuszasznak.
Hajasa (vagy Azzi, azaz Hajasa-Azzi) a hettita forrásokban a Mitanniból menekülők befogadása miatt is megjelenik II. Murszilisz évkönyveiben. De nem tudni, hogy ekkor még Hukkana volt-e az uralkodó, a következő szíriai hadjárat idején már Annijaszt nevezik Hajasa és Azzi urának.

## Külső hivatkozások
- Sexualité et barbarie chez les hittites Archiválva 2006. november 17-i dátummal a Wayback Machine-ben (francia nyelven)
- Hukkana[halott link]

| Előző uralkodó: Marijas | Hajasa királya i. e. 14. század | Következő uralkodó: Annijas |